# Holloway Road (London Underground)

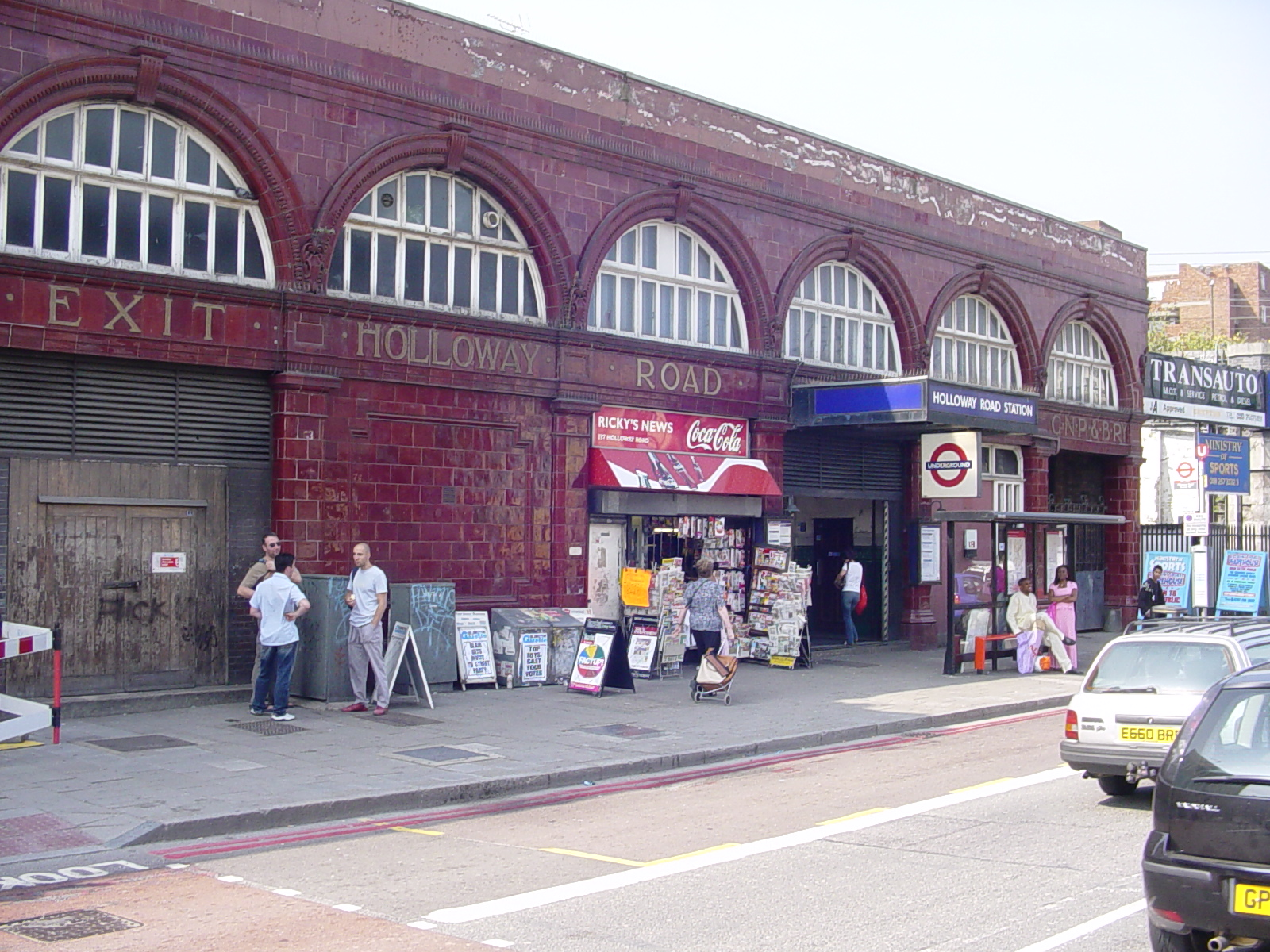
Stationsgebäude

Holloway Road ist eine unterirdische Station der London Underground im Stadtbezirk London Borough of Islington. Sie liegt in der Travelcard-Tarifzone 2, an der Kreuzung von Holloway Road und Hornsey Road. Im Jahr 2013 nutzten 7,15 Millionen Fahrgäste die Station.

## Geschichte

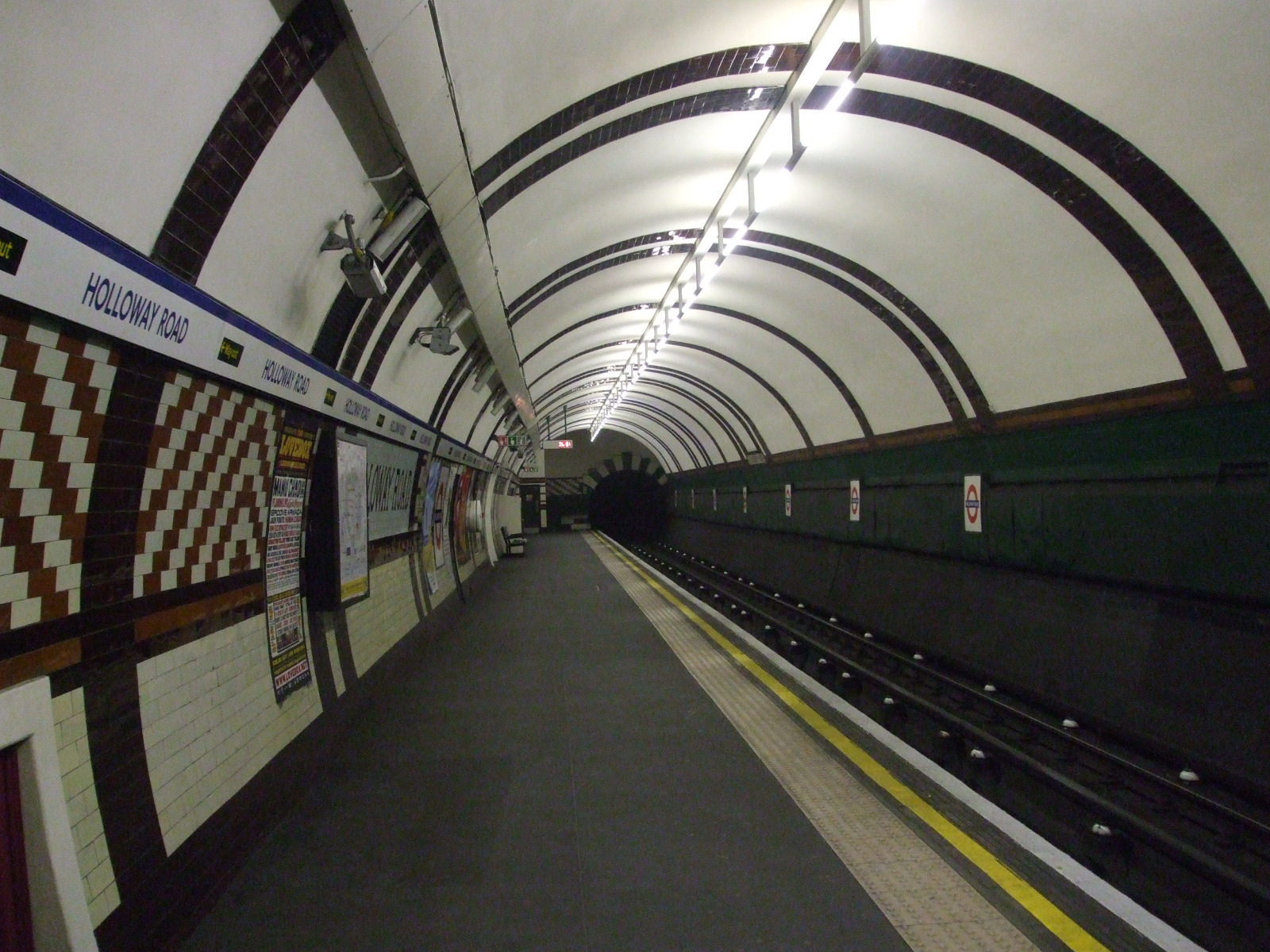
Bahnsteig in Richtung Norden

Die Eröffnung der Station erfolgte am 15. Dezember 1906 durch die Great Northern, Piccadilly and Brompton Railway, der Vorgängergesellschaft der heutigen Piccadilly Line. Zwar baute man zwei Aufzugschächte, doch bis heute ist nur einer auch verwendet worden. Im zweiten Schacht befand sich der Prototyp einer spiralförmigen Rolltreppe des amerikanischen Ingenieurs Jesse Reno. Sie bewährte sich aber nicht und wurde nach kurzer Zeit aufgegeben. In den 1990er Jahren fand man die Reste des Aufzugs am Schachtboden und überführte sie ins Depot des London Transport Museum in Acton. Aufgrund der Terroranschläge vom 7. Juli 2005 war die Station einige Wochen lang geschlossen; am 4. August erfolgte die Wiedereröffnung.

## Anlage
Das Stationsgebäude ist ein besonders gut erhaltenes Beispiel jener Bauten, die Leslie Green zu Beginn des 20. Jahrhunderts für die Tochtergesellschaften der Underground Electric Railways Company of London entwarf. Typische Merkmale sind die blutroten glasierten Terrakotta-Ziegel, große halbrunde Fenster im oberen Stockwerk und gezahnte Gesimse. Seit 1994 steht das Gebäude unter Denkmalschutz (Grade II).
In der Nähe liegt das im Juli 2006 eröffnete Emirates Stadium des FC Arsenal. Die Baugenehmigung war mit der Auflage erteilt worden, dass die Station für fünf Millionen Pfund umgebaut und erweitert wird, um mehr Fahrgäste abfertigen zu können. Später durchgeführte Untersuchungen ergaben jedoch, dass zu diesem Zweck die Aufzüge durch Rolltreppen hätten ersetzt werden müssen, was Kosten von rund 60 Millionen Pfund verursacht hätte. Aus diesem Grund stellte man die Ausbaupläne vorerst zurück und die Station kann an Spieltagen nur verlassen, aber nicht betreten werden.